# 燃料ポンプ
燃料ポンプ（ねんりょうポンプ、英語：fuel pump）とは、主にエンジンやボイラーなどに液体の燃料を供給するポンプである。

## 自動車
自動車に搭載される燃料ポンプには次のようなものがある。
- フィードポンプ - 燃料タンクから燃料を汲み出し、燃料気化装置へ送る。
- プライミングポンプ - 旧式の車種で燃料切れや始動時に手動で燃料を送る。
- インジェクションポンプ - コモンレール式を除くディーゼルエンジンやガソリン直噴エンジンの燃焼室に燃料を高圧で噴射する。燃料噴射ポンプとも呼ばれる。
- サプライポンプ - コモンレール式ディーゼルエンジンのコモンレール内部に燃料を加圧して供給する。

一般に「燃料ポンプ」と言う場合は、フィードポンプを指すことが多い。
初期の自動車用エンジンやオートバイ用エンジンではエンジンより高い位置に燃料タンクを設置し、燃料をキャブレターへと自然流下させていたため、燃料ポンプは必要なかった。しかし、エンジンと燃料タンクが離れている場合や、その後に一般的となった燃料タンクがキャブレターより低い位置となる配置の車輌では、低圧の燃料ポンプが必須となった。また、現在では広く用いられるようになった機械式あるいは電子制御式の燃料噴射装置では、高圧式の燃料ポンプを使って燃料供給配管に高い圧力をかけるようになっている。
多くの場合、キャブレター仕様の車両は燃料タンクの外に設けられた機械式燃料ポンプを用いるのに対して、燃料噴射装置仕様の車両は燃料タンクの内部に納められた電気式燃料ポンプを使用する。近年のガソリンエンジンの場合には、燃料タンク内に燃料搬出用の低圧燃料ポンプ、燃料タンク外にインジェクターに燃料を供給する高圧ポンプを配置して二重構成とする場合もある。
ディーゼルエンジンの場合には構造上、高い圧力の燃料ポンプが必須となるため、噴射ポンプと呼ばれる機械駆動式の高圧燃料ポンプが黎明期から用いられており、燃料タンクから噴射ポンプへ燃料を供給するプライミングポンプも一体化されていた。コモンレール式では、ガソリンエンジンのようなソレノイドインジェクターを電子制御する方法となり、ポンプは燃料噴射機能の無い、燃料を高圧で供給するのみのサプライポンプとなった。

### 機械式燃料ポンプ

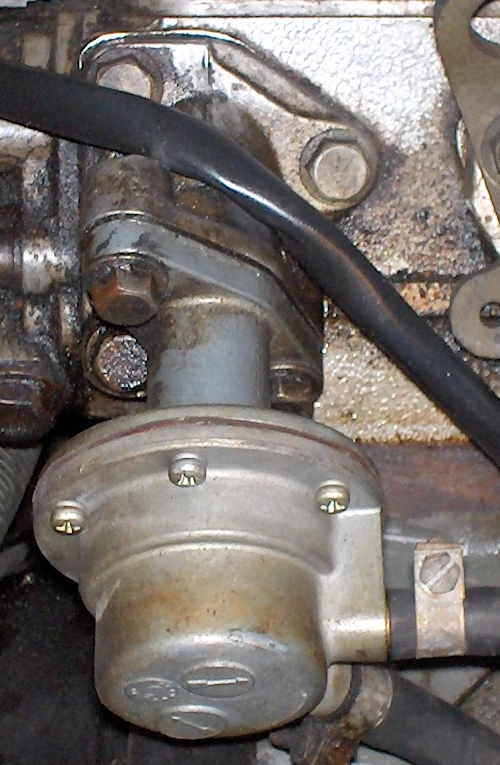
シリンダーヘッドに取り付けられた機械式燃料ポンプ

電子制御式燃料噴射装置が普及する以前のキャブレターを使用した車両には、燃料タンクから燃料をキャブレターのフロート室に供給するための機械式燃料ポンプが用いられていた。機械式燃料ポンプはエンジン回転によって動作するダイアフラムポンプ(en:Diaphragm_pump)であった。
ダイアフラム式ポンプの内部には外部からの動力で往復運動する革や合成ゴム膜などのダイヤフラムが内蔵されており、燃料を一方向へ流すための逆止弁がポンプの出入り口に設けられている。最も一般的な構成のダイアフラム式燃料ポンプはカムシャフトを利用するもので、OHVの場合はシリンダーブロック側面に取り付けられ、ダイアフラムに接するロッカーアームをカムで駆動し、OHCの場合にはシリンダーヘッドに取り付けられ、エキセントリックシャフトを介してポンプのプッシュロッドに伝える。ダイヤフラムはこれらの外力によって押し上げられ、ポンプ内部のダイアフラムスプリングによって押し戻される。この動きを繰り返すことで燃料の搬送を行うのである。
キャブレター内部に送り込まれた燃料はフロート室の内部のフロートを浮き上がらせ、一定の容量に達するとフロートバルブが閉鎖される。この時、燃料ポンプから送り出された燃料はフロートバルブによって行き場を失うため、ダイヤフラム内部の内圧は上昇し、一定以上の圧力になるとリターン弁が開かれる。そして燃料はリターンパイプを通って燃料タンクに戻されることになる。
しかし、こうしたキャブレター用燃料ポンプは、キャブレターのフロートバルブを押し戻さない程度の低圧（10 - 15 psi (69 - 103 kPa)）で吐出するため、エンジンの熱でポンプ本体や配管が熱せられると燃料が沸騰して燃料ポンプ内部に気泡が入ると、十分に燃料の圧送が行えなくなる（パーコレーション）。その結果、燃料の供給量が不足してパワー不足やエンジストールに至ることがある。
また、ダイアフラム式ポンプは構造上、ダイアフラムから燃料が漏れてしまうとシリンダーブロックやシリンダーヘッド内部に燃料が流出して、エンジンオイルを希釈してしまう恐れがある。また、元々弱い圧力でしか燃料を吸入しないため、漏れがごく僅かな場合であっても、エンジンを作動させずに長く放置した場合には、ポンプ内部や燃料配管内に気泡が滞留してしまい、再始動の際に燃料がなかなか送られないトラブルも発生しやすい。
機械駆動方式のダイアフラム式ポンプでは、エンジンの駆動力を使用するため常に一定の馬力損失が生じる欠点もあり、キャブレター仕様のエンジンでも電動式の燃料ポンプに置き換えられたものが存在した。
ダイアフラム式燃料ポンプの中にはインテークマニホールドから発生する負圧を用いて動作するものも存在する。燃料吐出量は機械駆動方式に比べて少ないが、構造が単純で小型化が可能であり、なおかつポンプを駆動する際の馬力損失も発生しないことから、主に小排気量のオートバイやスクーター用の燃料ポンプとして用いられる。

### 電動式燃料ポンプ

#### アウトタンク型
燃料噴射装置が登場した当初はディーゼルエンジンの燃料噴射ポンプを模した構造の機械式燃料噴射装置が用いられた。この燃料ポンプはインジェクターでの噴射を行うため、ダイヤフラム式ポンプよりも高い40 - 60psi程度の圧力を発生するように設計されていた。ポンプの吐出圧が増える分エンジン側の馬力損失はさらに増えることとなったため、比較的早い段階で、後述の電子制御ソレノイドインジェクターと電動式燃料ポンプの組み合わせに置き換えられていくことになった。

アウトタンク型

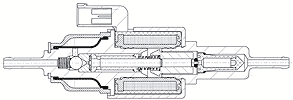
ピストン式電動燃料ポンプ

この時代の電動式燃料ポンプは燃料タンクの外側に配置されるアウトタンク型である。後述のインタンク型に比べて交換や点検が容易な反面、ポンプの動作により発生する騒音やポンプ自身の発熱を燃料で吸収できない欠点がある。また、配管の強度や電源系統に細心の注意を払って施工を行わなければ、万が一燃料配管が破断した場合に燃料が吐出され続けて車両火災が発生するリスクもある。
このような電動式燃料ポンプは、多くの場合、機械制御式のフューエルレギュレータによる燃圧制御が行われる。フューエルレギュレータは圧力開放弁であり、燃料ポンプからの圧力が規定圧力以上に達した場合に開弁し、余剰圧力分の燃料を直接燃料タンクに送り返すリターンパイプを備えている。燃料はフューエルレギュレータにより一定の燃圧が保たれた状態でインジェクターに送り込まれ、ECUからの開弁信号によりシリンダーに燃料が噴射される。フューエルレギュレータを不用意に他車種のものに交換すると設定燃圧が変化し、燃圧が低い場合には空燃比が薄くなり、逆に高い場合には空燃比が濃くなる。また、交換した燃料ポンプの設定吐出量に対してリターン配管の径が細すぎる場合にはフューエルレギュレータが開弁しても十分に燃料が返送されず、結果的にフューエルレギュレータの設定圧力よりも燃圧が上がった状態のまま噴射が行われてしまうため、空燃比が濃くなる原因にもなる。

#### インタンク型

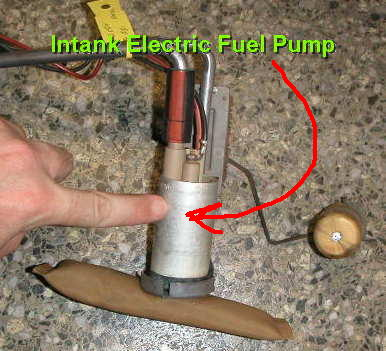
インタンク型電動燃料ポンプ

近代的な電子制御式燃料噴射装置を搭載した自動車においては、インタンク型電動燃料ポンプが燃料タンク内部に燃料フィルターや燃料計を作動させるフロート・センダーASSYと共に納められている。前述の機械式燃料噴射装置のポンプと比べ、インタンク型にはポンプから発生する熱をタンク内の燃料で冷却できる利点が存在する。そのため、機械的な寿命はアウトタンク型燃料ポンプと比較して長い傾向がある。しかし、燃料の中に電気式のポンプを沈める関係上、万が一の場合には燃料ポンプに起因する車両火災が発生するリスクは依然として残されている。
一般的にはインタンク式燃料ポンプが配置される燃料タンクには燃料の蒸気圧がタンクの強度限界を超えないようにベーパーコレクターと呼ばれる燃料蒸散防止装置が設けられている。
ポンプはコントロールユニットなどPWM(パルス幅変調回路)によるポンプの圧力制御が行われていて、燃料配管内部の燃圧は常に一定に保たれ、燃料の配管内での沸騰や電力の余計な消費が抑えられる。流量制御精度の向上により、リターンパイプも廃止されつつある。ただし、高温下ではベーパーによって燃料供給が正確に行われない場合もある。
なお、近年の電子制御式燃料噴射装置のエンジンコントロールユニットでは電動式燃料ポンプの動作も制御するものが一般的となっており、燃料配管の破断に起因する燃圧の急降下や、交通事故などにより車体に設けられた慣性スイッチや作動したり、加速度センサが異常値を送出すると即座に燃料ポンプを停止する機構（ロールオーバーバルブ）が搭載されていることも多い。

### 燃料ポンプの交換
機械式燃料ポンプの場合には馬力損失を抑えるため、インライン型の電動式燃料ポンプに交換して安定した燃料供給を図る改造が行われることが多い。
また、電動式燃料ポンプも経年で内部の損耗が進み、吐出圧が次第に落ちてくる傾向がある。吐出圧が低下するとインジェクターの噴射量が減少してエンジン性能が低下する場合があるため、インタンク型、アウトタンク型共に定期的な交換が必要となる。この場合は燃料配管に圧力計を接続し、規定圧力が発生しない場合には燃料ポンプの不良、規定圧力より大幅に高い圧力が検出される際にはフューエルレギュレータの不良と判断して両方をセットで燃料フィルターと共に交換することになる。
ターボチャージャーやスーパーチャージャーなどの過給機を搭載するエンジンの場合には、燃料ポンプやフューエルレギュレータの不良により燃圧が安定しないと、フルブーストの際に燃料供給量が不足して最悪の場合にはエンジンブローなどの重大なトラブルが発生する恐れがあるため、自然吸気エンジンよりもよりシビアな管理が必要ともなる。そのため、ブーストアップや過給機交換などの大きなターボチューンを施した場合にはより大容量の燃料ポンプに交換する必要に迫られることもある。アウトタンク型ポンプの場合には社外品を利用して強化を図ることが比較的容易であるが、インタンク型の場合には燃料ポンプユニットを分解してポンプ本体のみを交換したり、同一メーカーの大排気量車から燃料ポンプユニットを流用して対処する場合もある。

### プライミングポンプ
ダイアフラム式ポンプの性能がまだ十分でなかった戦前の車種などでは、プライミングポンプと呼ばれる始動用の手動式燃料ポンプが備え付けられている場合がある。始動の際にはまずプライミングポンプを操作してキャブレターに燃料を送った後に始動を行う。エンジンが回転を始めた後の燃料搬送はダイヤフラム式ポンプにより行われるが、何らかの理由により燃料が十分に送られなくなった場合には、エンジン回転中でもプライミングポンプを操作して燃料を強制的に送る光景が、主に映画やアニメなどのレシプロ航空機の描写で時折見られる。
プライミングポンプは定期的に燃料フィルターからの水抜き作業を行う必要のあるディーゼルエンジンにも搭載されている場合がある。普段はプライミングポンプを操作する必要はほとんどないが、フィルター水抜き作業やフィルター交換を行った場合や、ガス欠でエンストが発生した後に軽油を給油した場合、燃料配管にエアが噛んで噴射ポンプが十分に燃料を吸い出せない場合があるため、プライミングポンプを操作して手動で燃料フィルターや噴射ポンプまで燃料を送った後に始動操作を行う。

## 航空機
航空機用のジェットエンジンへは遠心式やギヤ式のポンプでジェット燃料を供給するものが多く、電動、油圧、ジェットエンジン回転軸からの分岐による駆動方式がある。航空機では燃料タンクからエンジンへの燃料供給だけでなく、燃料消費に伴う機体バランス変化の調整のためのタンク間で燃料の移動や、緊急時の空中燃料投棄（ダンピング）などのためにも燃料ポンプが使用される。

## 液体ロケット
液体燃料式のロケットエンジンでは、燃料と酸化剤という2種の液体を燃焼室内に供給する幾つかの方式がある。燃料の供給用に専用のガス発生装置を備えて燃料タンク内を直接加圧する「圧送式サイクル」という形式では燃料ポンプを必要としないが、燃焼圧力を下げる必要があるため高出力エンジンは望めない。燃料の供給圧を高めてエンジンの高性能化するため、ターボポンプ式の燃料ポンプが用いられる。ターボポンプを使用する方式には3つある。1つは一部燃料を燃やすか過酸化水素などを触媒分解するなどして、そのとき発生する高圧ガスによりターボポンプを駆動して2種の液体を燃焼室内へ圧送する「ガス発生器サイクル」である。ターボポンプを駆動した燃焼ガスはロケット外に排出される。2つ目は推進剤で燃焼室やノズルを冷やす再生冷却によって加熱された推進剤の膨張を利用してターボポンプを駆動する「エキスパンダサイクル」である。3つめは、ターボポンプを駆動した後の排ガスを燃焼室に送り込み無駄なく利用する2段燃焼サイクルである。最も高い性能が望める一方燃焼室に排ガスガスを送り込めるだけの高圧でターボポンプを動作させる必要が有り技術的には最も難しい。

## 火力発電所
火力発電プラントでは、燃料ポンプによって燃料である石油類などを燃焼炉内へ供給している。比較的新しい石炭火力発電プラントの技術としては、石炭を水と混合して液体状とし、燃料ポンプにより燃焼炉へ供給するスラリー方式がある。エネルギー効率の点では、粉体まで破砕して空気流に乗せて供給する、ブロアー式の燃料供給系の方が優れている。

## 暖房機器
石油ファンヒーターでは、電動式の燃料ポンプによって灯油を燃焼バーナーへ供給している。